# Václav Kašlík

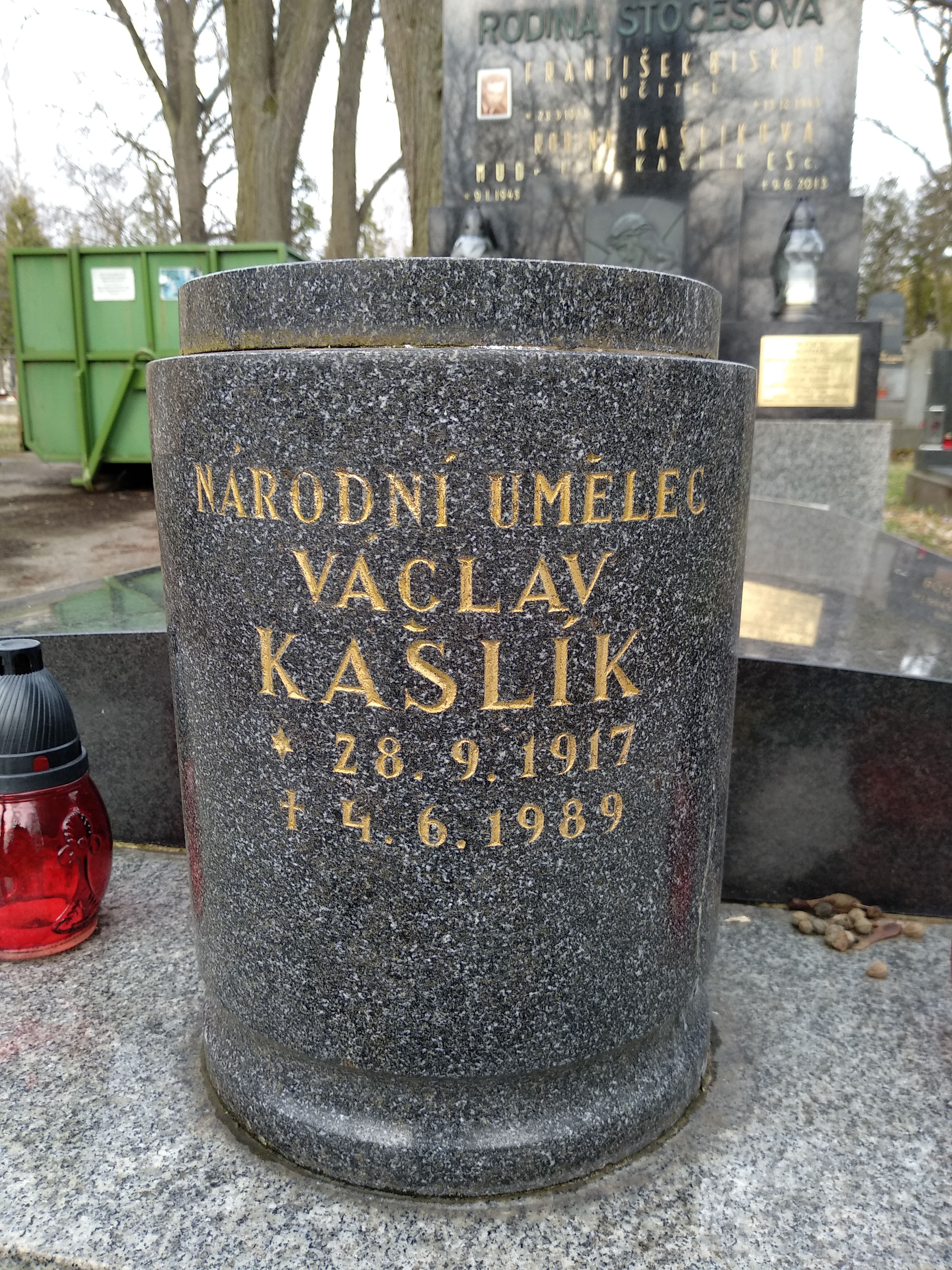
Urna na hrobě v Příbrami

Václav Kašlík (28. září 1917 Poličná – 4. června 1989 Praha) byl český dirigent, hudební a operní skladatel a režisér opery.

## Život
V roce 1936 maturoval na reálném gymnáziu ve Valašském Meziříčí, v letech 1930–1940 studoval na pražské konzervatoři. Dirigování studoval u M. Doležila a P. Dědečka, skladbu u R. Karla a Aloise Háby. Na mistrovské škole konzervatoře byl v letech 1939–1942 žákem Václava Talicha. Operní režii studoval u Ferdinanda Pujmana. Současně s konzervatoří studoval na Universitě Karlově v Praze v letech 1936–1939 hudební vědu a estetiku.
V letech 1940–1941 byl dirigentem v Divadle E. F. Buriana, v letech 1941–1943 byl asistentem režie v Národním divadle a v sezóně 1943/1944 byl dirigentem a režisérem opery ve Státní divadle v Brně. V roce 1945 spoluzakládal s Antonínem Kuršem a Aloisem Hábou Divadlo 5. května a v letech 1945–1948 zde vedl operu jako šéf, režisér a dirigent. Po sloučení divadla s Národním divadlem v roce 1948 se stal režisérem a dirigentem Národního divadla. V sezóně 1951/1952 byl členem tříčlenného vedení opery, v letech 1958–1960 byl zástupcem šéfa opery pro Smetanovo divadlo. V letech 1962–1965 byl současně i režisérem Laterny magiky.
V Národním divadle působil v letech 1948–1989. Po dobu svého působení úzce spolupracoval s výtvarníky Františkem Tröstrem a Josefem Svobodou. Ve svých inscenacích používal úspěšně filmové prostředky a projekce.
Pohostinsky režíroval v La Scale v Miláně, v Royal Opera House v Londýně, v Teatro La Fenice v Benátkách, ve Staatsoper a Volksoper ve Vídni, v Deutsche Oper v Berlíně a rovněž na operních scénách v Mnichově, Drážďanech, Curychu, Kodani a dalších městech.
Byl autorem několika baletů, instrumentálních skladeb, dvou oper a dvou zpěvoher. V 60. a 70. letech 20. století natočil mnoho operních a baletních inscenací pro televizi a film. V roce 1987 vyšla jeho kniha pamětí Jak jsem dělal operu (vydal Panton Praha).
Je pohřben v Příbrami na Městském hřbitově "na Panské louce".

## Autorství děl
- 1939 Don Juan (balet)
- 1941 Zbojníkova balada (opera)
- 1951 Jánošík (balet)
- 1959 Pražský karneval (balet)
- 1960 Krakatit (opera)
- 1978 La Strada (opera)
- 1980 Silnice (zpěvohra)

## Režie/řízení orchestru, výběr
- 1940 Václav Kašlík: Don Juan, D41, dirigent
- 1940 Jiří Antonín Benda: Ariadna na Naxu; Josef Kohout: Zámečník, D41, dirigent
- 1942 Pavel Bořkovec: Krysař, Národní divadlo, režie+dirigent
- 1945 Bedřich Smetana: Braniboři v Čechách, Divadlo 5. května, režie
- 1945 Bedřich Smetana: Prodaná nevěsta, Divadlo 5. května, režie
- 1948 Georges Bizet: Carmen, Divadlo 5. května, režie
- 1948 Sergej Prokofjev: Maškaráda, Divadlo 5. května, režie+dirigent
- 1950 Antonín Dvořák: Rusalka, Smetanovo divadlo, režie
- 1955 Bedřich Smetana: Prodaná nevěsta, Národní divadlo, režie
- 1957 Giuseppe Verdi: Aida, Smetanovo divadlo, režie
- 1960 Antonín Dvořák: Rusalka, Smetanovo divadlo, režie, 642 repríz[2]
- 1961 Bedřich Smetana: Dalibor, Národní divadlo, režie
- 1962 Wolfgang Amadeus Mozart: Don Giovanni, Tylovo divadlo, režie
- 1965 Leoš Janáček: Věc Makropulos (opera), Národní divadlo, režie
- 1974 Bedřich Smetana: Čertova stěna, Smetanovo divadlo, režie
- 1978 Giuseppe Verdi: Macbeth (opera), Smetanovo divadlo, režie
- 1980 Carl Maria von Weber: Čarostřelec, Smetanovo divadlo, režie
- 1986 Václav Kašlík: Zbojnická balada, Národní divadlo, režie

## Režijní filmografie, výběr
- 1959 Bohéma (TV)
- 1962 Prodaná nevěsta (TV)
- 1966 Věc Makropulos (TV)
- 1969 Juliette (TV)

## Ocenění
- 1956 Státní cena
- 1958 titul zasloužilý umělec
- 1978 ocenění Zasloužilý člen ND
- 1988 titul národní umělec